# جری مورن
جرالد دبلیو. "جری" مورن (به انگلیسی: Gerald W. "Jerry" Moran) (زادهٔ ۲۹ مه ۱۹۵۴) سناتور ایالت کانزاس در سنای ایالات متحده آمریکا است که برای نخستین‌بار در ۳ ژانویه ۲۰۱۱ به‌عضویت این مجلس درآمد. وی در زمرهٔ سناتورهای گروه سوم است که به‌مدت ۶ سال در سنا حضور دارند و تا تاریخ ۳ ژانویه ۲۰۱۷ در این مجلس خواهد بود.